# Jean Starobinski
Jean Starobinski (Ginevra, 17 novembre 1920 – Morges, 4 marzo 2019) è stato uno psichiatra e critico letterario svizzero di lingua francese, storico delle idee e teorico della letteratura, annoverato nella cosiddetta "Scuola di Ginevra" di critica letteraria.

## Biografia
Nato da genitori polacchi di religione ebraica, studiò letteratura classica all'Università di Ginevra e, successivamente, anche medicina, conseguendo il titolo di dottorato in entrambe le discipline. Insegnò letteratura francese alla Johns Hopkins University di Baltimora, a quella di Basilea oltre che a quella di Ginevra, dove tenne pure corsi di storia delle idee e di storia della medicina.
I suoi libri, tradotti in una dozzina di lingue, sono stati di valido aiuto per la critica contemporanea, arricchendo di nuovi punti di vista su vasti temi il panorama critico letterario. Lo studioso si occupò in numerose opere della creazione poetica nella poesia contemporanea e dei problemi dell'interpretazione: i suoi saggi sull'arte del XVII secolo sono ormai considerati dei classici.
La sua esperienza di medico specializzato in psichiatria lo spinse a studiare le cause della malinconia (in Trois Fureurs, 1974); fu inoltre il primo a pubblicare, nel 1964, le ricerche di Ferdinand de Saussure sugli anagrammi.
Jean Starobinski fu membro dell'Académie des sciences morales et politiques dell'Institut de France e di numerose altre accademie europee e statunitensi. Fu insignito della laurea honoris causa da numerose università europee e statunitensi.
Nel 1984 vinse il Premio Balzan per la storia e critica delle letterature. Nel 1998 si aggiudicò il Premio Grinzane Cavour e il Grand Prix national des lettres.
È scomparso a Morges, in Svizzera, il 4 marzo 2019, all'età di 98 anni.

## Opere
- Montesquieu. Il coraggio della moderazione (Montesquieu, 1953; ed. riveduta e aumentata, 1994), Introduzione di Martin Reuff, trad. di Mario Marchetti, Collana Piccola Biblioteca. Nuova serie, Einaudi, 2025, ISBN 978-88-062-6779-7. [trad. di Carla Coletti, Genova, il melangolo, 1989; Marietti 1820, 1989; trad. di M. Marchetti, Collana Piccola Biblioteca. Filosofia, Einaudi, 2002]
- Jean-Jacques Rousseau. La trasparenza e l'ostacolo (Jean-Jacques Rousseau : La Transparence et l’Obstacle, 1957), trad. di Rosanna Albertini, Bologna, Il Mulino, 1989 e 1999, ISBN 978-88-150-6732-6.
- Storia del trattamento della malinconia dalle origini al 1900 (Histoire du traitement de la mélancolie : Des origines à 1900, 1960), trad. di Franco Paracchini, Milano, Guerini, 1990, ISBN 978-88-780-2189-1.
- Montaigne en mouvement, Paris, N.R.F, febbraio 1960; Paris, Gallimard, 1982.
- L'occhio vivente. Studi su Corneille, Racine, Rousseau, Stendhal, Freud (L’Œil vivant : Corneille, Racine, La Bruyère, Rousseau, Stendhal, 1960), trad. di Giuseppe Guglielmi e Giorgetto Giorgi, Collana Paperbacks n.54, Torino, Einaudi, 1975, ISBN 88-06-41-624-3.
- Rousseau e la fantasticheria (1960), trad. di Maria Grazia Meriggi, in Jean-Jacques Rousseau, Le fantasticherie del passeggiatore solitario, Milano, Rizzoli, 1979.
- Breve storia della medicina (Histoire de la médecine, in collaborazione con Nicolas Bouvier, éd. Rencontre et ENI, 1963; Introduzione di Vincent Barras, 2020), trad. di E. Muceni, Milano, Raffaello Cortina, 2023, ISBN 978-88-328-5541-8.
- La scoperta della libertà (L’Invention de la Liberté, 1964), trad., Milano, Fabbri Editori, 1965.
- Il concetto di nostalgia (1966), trad. di Alessandro Serra, in Antonio Prete (a cura di), Nostalgia. Storia di un sentimento, Milano, Raffaello Cortina, 1992.
- Amleto e Freud (« Hamlet et Freud »), trad. di M. Caruso De Vidovich, Introduzione a Ernest Jones, Amleto e Edipo (Hamlet et Œdipe, 1967), Milano, ES, 2008.
- Democrito parla (1968), trad. di Francesco Fonte Basso, in Robert Burton, Anatomia della malinconia, Venezia, Marsilio, 1983.
- La Relation critique, Paris, Gallimard, 1970; Collection « Tel », 2000, ISBN 2-07-076129-0.
- Ritratto dell'artista da saltimbanco (Portrait de l’artiste en saltimbanque, 1970; ed. riveduta e corretta, 2004), trad. di Corrado Bologna, Torino, Bollati Boringhieri, 1984, 1998, ISBN 978-88-339-0194-7; nuova ed., Milano, Abscondita, 2018, ISBN 978-88-841-6700-2.
- Jean-Jacques Rousseau e il pericolo della riflessione (1971), trad. di Giuseppe Guglielmi, in Ernst Cassirer - Robert Darnton - Jean Starobinski, Tre letture su Rousseau, Bari, Laterza, 1994.
- Le Parole sotto le parole. Gli anagrammi di Ferdinand de Saussure (Les Mots sous les mots : les anagrammes de Ferdinand de Saussure, 1971), a cura di E. Salvaneschi, Genova, Il melangolo, 1986, ISBN 978-88-701-8019-0.
- 1789: i sogni e gli incubi della ragione (1789 : Les Emblèmes de la Raison, 1973), trad. di Silvia Giacomoni, Milano, Garzanti, 1981; Milano, Abscondita, 2010.
- Tre furori (Trois Fureurs, 1974), trad. di Silvia Giacomoni, Milano, Garzanti, 1978, 1991, ISBN 978-88-116-7535-8; nuova ed., Milano, SE, 2003.
- La scala delle temperature. Saggio su Madame Bovary (1980), trad. di Carlo Gazzelli, Genova, Il melangolo, 1984, ISBN 978-88-701-8034-3.
- La coscienza e i suoi antagonisti (1981), trad di Marina Astrologo e Simona Cigliana, Collana Ritmi n.35, Costa & Nolan, 1996, ISBN 978-88-241-0471-5; nuova ed., Milano, SE, 2000.
- Montaigne. Il paradosso dell'apparenza (1982), trad. di Mario Musacchio, Bologna, Il Mulino, 1984, ISBN 978-88-150-0516-8.
- L'ordine del giorno (1982), trad. di Carlo Gazzelli, Genova, Il melangolo, 1990, ISBN 978-88-701-8118-0.
- Introduzione (1985), in Sigmund Freud, L'interpretazione dei sogni, trad. di Filippo Pogliani, Milano, Rizzoli, 1986.
- Claude Garache, Paris, Flammarion, 1988.
- Table d’orientation, Lausanne, L’Âge d’homme, 1989.
- Il rimedio nel male. Critica e legittimazione dell'artificio nell'età dei lumi (Le Remède dans le mal. Critique et légitimation de l’artifice à l’âge des Lumières, 1989), trad. di Antonio Martinelli, Collana Paperbacks n.210, Torino, Einaudi, 1990, ISBN 978-88-061-1873-0.
- La malinconia allo specchio. Tre letture di Baudelaire (La Mélancolie au miroir. Trois lectures de Baudelaire, 1990), trad. di Daniela De Agostini, Milano, Garzanti, 1990, ISBN 978-88-116-5700-2; Collana Piccola Enciclopedia n.196, Milano, SE, 2006, ISBN 978-88-771-0655-1.
- La maschera e l'uomo, intervista di Guido Ferrari, Milano, Jaca Book, 1990, ISBN 978-88-163-6004-4.
- Diderot e la pittura (Diderot dans l’espace des peintres, 1991), trad. di Fernanda Littardi, Milano, TEA, 1995.
- Prefazione (1991), trad. di Elisabetta Risari, in Italo Calvino, Romanzi e racconti, vol. I, Milano, Mondadori, 1991, pp. IX-XXXIII.
- Larghezza (Largesse, Paris, Réunion des musées nationaux, 1994; Paris, Gallimard, 2007), trad. di G. Alberti, Collana Aesthetica n.25, Milano, Abscondita, 2016, ISBN 978-88-841-6523-7.
- A piene mani. Dono fastoso e dono perverso (1994), trad. di Antonia Perazzoli Tadini, Collana Saggi n.796, Torino, Einaudi, 1995, ISBN 978-88-061-3653-6.
- Rousseau e Tasso («Lezione Natalino Sapegno», 1993), trad. di Fiorella Puglisi, Torino, Bollati Boringhieri, 1994.
- La Caresse et le fouet, André Chénier, avec des eaux-fortes de Claude Garache, Genève, Editart, D. Blanco, 1999.
- La Poésie et la guerre, chroniques 1942-1944, Genève, Zoé, 1999.
- Azione e reazione. Vita e avventure di una coppia (Action et réaction. Vie et aventures d’un couple, 1999), trad. di Carmelo Colangelo, Collana Saggi n.844, Torino, Einaudi, 2001, ISBN 978-88-061-5741-8.
- La devise de Rousseau. Il giuoco del rovesciamento: Starobinski tra Montaigne e Rousseau, con Nadia Boccara, Archivio Izzi, 2001, ISBN 978-88-857-6095-0.
- Virgilio in Freud (2001), in Ivano Dionigi (a cura di), Di fronte ai classici, Milano, Rizzoli, 2007.
- La poesia dell'invito (Conferenza tenuta al museo Jenisch di Vevey il 31 ottobre 2000), trad. di Carlo Gazzelli, Genova, Il melangolo, 2003, ISBN 978-88-701-8484-6.
- Le ragioni del testo, trad. e cura di Carmelo Colangelo, Milano, Bruno Mondadori, 2003, ISBN 978-88-424-9142-2.
- Le incantatrici (Les Enchanteresses, 2005), trad. di Carlo Gazzelli, Torino, EdT, 2007, ISBN 978-88-604-0161-8.
- La parola è per metà di colui che parla... Conversazioni con Gérard Macé (La parole est moitié à celuy qui parle… : entretiens avec Gérard Macé, 2009), trad. di F. Checchia, Milano, Archinto, 2013, ISBN 978-88-776-8626-8.
- « Questions sur un ramage », dans L’Amuse-Bouche : La revue française de Yale. The French Language Journal at Yale University, 1(1), pp. 92-95, 2010.
- L'invenzione della libertà 1700-89 (2006), trad. di Manuela Busino Maschietto, Milano, Abscondita, 2008, ISBN 978-88-841-6396-7.
- L'inchiostro della malinconia (L'Encre de la mélancolie, 2012), trad. di Mario Marchetti, Torino, Einaudi, 2014.
- Accusare e sedurre. Saggi su Jean-Jacques Rousseau (Accuser et séduire, 2012), Prefazione di Carlo Ossola, trad. di C. Fornera Wuthier, Collana I cristalli, Bellinzona, Armando Dadò Editore, 2020, ISBN 978-88-828-1515-8.
- Diderot, un diable de ramage, Paris, Gallimard, 2012.
- La Beauté du monde – La littérature et les arts, édition établie sous la direction de Martin Rueff, Paris, Gallimard, 2016.
- Le Corps et ses raisons, Collection Librairie du XXIe siècle, Paris, Le Seuil, 2020, ISBN 20-21-23-840-7.